# صفوان هوساوی
صفوان هوساوی (عربی: صفوان هوساوي؛ زادهٔ ۲۳ آوریل ۱۹۹۲) یک ورزشکار اهل عربستان سعودی است.
از باشگاه‌هایی که در آن بازی کرده‌است می‌توان به باشگاه فوتبال التعاون عربستان سعودی اشاره کرد.